# Al Ittihad Alep
Pour les articles homonymes, voir Al Ittihad.
Maillots
Actualités
Le Al Ittihad Sports Club Alep (en arabe : نادي الاتحاد الرياضي الحلبي), plus couramment abrégé en Al Ittihad, est un club syrien de football fondé en 1949 et basé à Alep.
C'est l'un des clubs les plus populaires de Syrie, avec un stade de plus de 75000 places.

## Historique
- 1953 : fondation du club sous le nom de Al Ahly
- 1972 : le club est renommé Al Ittihad

## Palmarès
| Compétitions nationales | Compétitions internationales               |
| --- | ------------------------------------------ |
| \| - Championnat de Syrie (7) : - Champion : 1966-67, 1967-68, 1976-77, 1992-93, 1994-95, 2004-05 et 2024-25. - Vice-champion : 1982-83, 1987-88, 2001-02, 2002-03, 2007-08, 2008-09. - Coupe de Syrie (10) : - Vainqueur : 1965-66, 1972-73, 1981-82, 1983-84, 1984-85, 1993-94, 2004-05, 2005-06, 2010-11 et 2021-22. - Finaliste : 1988-89, 1991-92, 2002-03 et 2007-08. - Supercoupe de Syrie : - Finaliste : 1985 et 2018. \| | - Coupe de l'AFC (1) : - Vainqueur : 2010. |
| - Championnat de Syrie (7) : - Champion : 1966-67, 1967-68, 1976-77, 1992-93, 1994-95, 2004-05 et 2024-25. - Vice-champion : 1982-83, 1987-88, 2001-02, 2002-03, 2007-08, 2008-09. - Coupe de Syrie (10) : - Vainqueur : 1965-66, 1972-73, 1981-82, 1983-84, 1984-85, 1993-94, 2004-05, 2005-06, 2010-11 et 2021-22. - Finaliste : 1988-89, 1991-92, 2002-03 et 2007-08. - Supercoupe de Syrie : - Finaliste : 1985 et 2018.       |                                            |